# Olle Thörnvall
Olle Georg Thörnvall, folkbokförd Törnvall, född 31 juli 1952 i Vaxholms församling i Stockholms län, död 27 december 2024 i Saltsjöbadens distrikt i Stockholms län, var en svensk författare, litteraturvetare och översättare känd som textförfattare i rockgruppen Trettioåriga kriget. Thörnvall disputerade 1995 med avhandlingen Novellisten Gustaf Rune Eriks: en studie i hans liv och författarskap.

## Översättningar
- Charles Olson: Kalla mig Ismael (Call me Ishmael) (Janus i samarbete med Korpen, 1982) [om Herman Melvilles roman Moby Dick]
- Min tid av livet (Bakhåll, 1982) [rocktexter]
- Jim Morrison: Erotisk politik (Janus, 1983)
- Truman Capote: Frågor och svar: anekdoter och porträtt (Janus, 1984)
- Philip Larkin: Döden är ett moln: dikter, en essä och en intervju (Ellerström, 1993)
- Ron Hansen: Mariette i hänryckning (Mariette in ecstasy) (Tiden, 1993)
- Amy Clampitt: Hurdant ljuset var (Ellerström, 2001)
- Samuel Charters: Mambo time: från Havanna till Haninge: historien om Bebo Valdés (Ars, 2001)
- Thorkild Hansen: Camus död (Camus' død) (Ellerström, 2006)
- Samuel Charters: Ur en svensk anteckningsbok (1970-1972) (From a Swedish notebook) (Ars, 2006)
- Stevens, Wallace: Mannen med den blå gitarren (Ellerström, 2008)
- Samuel Charters: New Orleans: staden, stormen, musiken (New Orleans) (Ellerström, 2009)
- Christina Rossetti: Trollmarknad och andra dikter (Ellerström, 2014) (Lilla serien, 50)

## Priser och utmärkelser
- De Nios Vinterpris 2006